# اقتصاد جمهوری آذربایجان
جمهوری آذربایجان در مقایسه با جمهوری‌های تازه استقلال یافته اطراف خود در اثر بهره‌برداری از منابع نفتی و سرمایه‌گذاری پس از استقلال، توسعه بیشتری پیدا کرده‌است. با تکمیل خط لوله باکو-تفلیس-جیهان رشد تولید ناخالص داخلی این کشور در سه‌ماهه اول سال ۲۰۰۷ به ۴۱٫۷٪ رسید و رتبه نخست جهان از این لحاظ را کسب کرد. با وجود این بعد از استقلال این کشور، تورم فزاینده ناشی از آثار جنگ قره‌باغ همراه با سیاست‌های آزادسازی قیمت‌ها و خصوصی‌سازی اقتصاد موجب شد که مردم جمهوری آذربایجان تحت فشارهای شدید اقتصادی قرار گیرند و قدرت خرید آن‌ها به سرعت کاهش یابد ولی از سال ۱۹۹۶ میلادی، افزایش درآمدهای حاصل از قراردادهای نفتی بین‌المللی، روند رو به رشد سرمایه‌گذاری خارجی، اعتبارات صندوق بین‌المللی پول و بانک جهانی و مساعدت کشورهای اروپایی موجب شد تا اقتصاد نابسامان این کشور کمی رو به بهبود گذارد.
جمهوری آذربایجان برای ثبات بخشیدن به اوضاع اقتصادی با کمک صندوق بین‌المللی پول دو برنامهٔ اقتصادی را به اجرا درآورده و توانسته‌است میزان تورم را کاهش دهد. میزان تورم در این کشور از ۴۱۱ درصد در سال ۱۹۹۵ میلادی به ۲۰ درصد در سال ۱۹۹۶ میلادی و ۷/۳ درصد در سال ۱۹۹۷ و صفر درصد در سال ۱۹۹۸ میلادی و (۵-) درصد در نیمه نخست سال ۲۰۰۰ میلادی کاهش یافته‌است.
انجام اصلاحات اقتصادی در این کشور و آزادسازی تجارت موجب پاگیری طبقه جدیدی از بازرگانان و صاحبان صنایع با سرمایه‌های اندک شد. با این حال نباید فراموش کرد که این کشور در مرحله گذار از اقتصاد متمرکز کمونیستی به اقتصاد بازار است و هنوز بخش‌هایی از اقتصاد کشور به شیوه سابق اداره می‌شود.

## بازرگانی

#### صادرات
شرکای اصلی صادرات این کشور در سال ۲۰۲۲ کشور های ایتالیا 46.6%،ترکیه 9.29% ،اسرائیل 4.41%، هند 4.36%، یونان 3.65%، اسپانیا 2.65%، روسیه 2.56% ،کرواسی 2.50% ،جمهوری چک 2.42% و بریتانیا 2.04٪ بودند.نفت و گاز، ماشین آلات، مواد غذایی، پنبه از مهم ترین کالاهای صادراتی این کشور بودند.

#### واردات
در سال ۲۰۲۲ ، مهمترین کالاهای وارداتی این کشور شامل ماشین آلات و تجهیزات، مواد غذایی، فلزات و مواد شیمیایی بود.شرکای اصلی واردات جمهوری آذربایجان کشورهای روسیه 18.81%، ترکیه 15.8% چین 14.35% ،آلمان 4.56% ،ترکمنستان 3.51درصد، ایالات متحده 3.3٪ ،ایران 3.28% ،ایتالیا 2.34%، ژاپن 2% و کره جنوبی 1.85٪ بودند.

## کشاورزی
جمهوری آذربایجان تولیدکنندهٔ مواد کشاورزی نظیر غلات، پنبه، توتون، سیب زمینی، میوه‌ها، سبزی‌ها و چای و برنج می‌باشد.
در زمان اتحاد جماهیر شوروی توسعه کشاورزی نیمه مکانیزه در جمهوری آذربایجان مورد تأکید قرار داشت. خشکسالی‌های پی در پی چند سال اخیر تا حد زیادی در انگیزه توسعه بخش کشاورزی جمهوری آذربایجان خلل ایجاد کرده و خسارات فراوانی در این بخش به بار آورده‌است. البته در دهه‌های ۱۹۶۰ و ۱۹۷۰ میلادی سرمایه‌گذاری‌های کلانی در این بخش صورت گرفت.
سال‌های ۱۹۷۵ تا ۱۹۸۵ میلادی اوج رونق کشاورزی در جمهوری آذربایجان بود. در اواسط ۱۹۸۰ میلادی این جمهوری حدود ۱۸ درصد از کل نیازهای موادغذایی، ۷ درصد محصول پنبه، ۵درصد از تنباکو و ۲۱ درصد انگور اتحاد جماهیر اتحاد جماهیر شوروی سابق را تولید می‌کرد. کمبود منابع مالی برای تأمین کود، بذر، تجهیزات و ماشین آلات و سیستم مدیریتی کارآمد از دلایل عمده این کاهش است. جمهوری آذربایجان با کمک کارشناسان بانک جهانی و صندوق بین‌المللی پول و با اجرای برنامه‌های خصوص سازی و واگذاری زمین‌های زراعی و اختصاصی یارانه سوخت به کشاورزان درصد توسعه بخش کشاورزی برآمده‌است.
علیرغم وجود زمینه‌های مساعد کشاورزی، در شرایط کنونی این جمهوری مجبور به واردات ۴۰۰ میلیون دلار مواد غذایی در سال است.

## صنعت
استخراج نفت   و گاز طبیعی، تولید فراورده‌های نفتی، صنایع فلزی، ماشین آلات و ماشین‌های فلزکاری، استخراج سنگ آهن، تولید سیمان، صنعت مواد غذایی، مواد شیمیایی و پتروشیمی و منسوجات مهم‌ترین فعالیت صنعتی این کشور را تشکیل می‌دهد. 
طبق برآورد ژوئیه سال ۲۰۰۰ میلادی میزان تولید ناخالص داخلی (GDP) جمهوری آذربایجان حدود ۵ میلیارد دلار بود که تولیدات کشاورزی ۸/۱۸ درصد، تولیدات صنعتی ۸/۴۲ درصد و فعالیت‌های خدماتی ۳/۳۸ درصد از آن را تشکیل می‌داد. اگر چه میزان تولید ناخالص داخلی جمهوری آذربایجان در سال ۱۹۹۸ میلادی حدود ۴ میلیارد دلار بود ولی بالا رفتن قیمت جهانی نفت خام منجر به ترقی میزان تولید ناخالص داخلی این کشور شده‌است. میانگین رشد تولید ناخالص داخلی جمهوری آذربایجان در فاصله سال‌های ۱۹۹۰ تا۱۹۹۸ میلادی (۸۵/۱۰-) درصد بود ولی این میزان در انتهای سال ۱۹۹۹ میلادی به ۱۰ درصد افزایش یافت و در سال ۲۰۰۰به۱/۱۱درصد رسید. (The states man year book, 2003.p.۲۴۸) همچنین متوسط درآمد سرانه مردم از تولید ناخالص داخلی این جمهوری در سال ۲۰۰۳ به ۳۴۰۰ دلار رسید.
از تعداد بالای مهاجران و آوارگان (حدود ۷۰۰ هزار نفر) در جمهوری آذربایجان باید به عنوان یکی از بزرگ‌ترین معضلات اقتصادی این کشور نام برد. تأمین مخارج این گروه از افراد بخشی از درآمدهای نفتی جمهوری آذربایجان را صرف خود می‌کند. همچنین صنایع این کشور قدیمی و فرسوده‌است و هزینه بالای استهلاک صنعتی در این کشور مانع از سرعت توسعه اقتصادی آن شده‌است.
صادرات این کشور علاوه بر محصولات کشاورزی شامل کالاهای صنعتی، مواد غذایی، ماشین آلات و ماشین‌های فلزکاری، محصولات نساجی، نفت و گاز و مواد شیمیایی و پتروشیمی می‌باشد. در مقابل، جمهوری آذربایجان به واردات محصولات صنایع غذایی، ماشین آلات صنعتی و فلزکاری، برخی مواد غذایی، ماشین آلات تولید فلزات غیرآهنی و آهنی و برخی محصولات کشاورزی نیاز دارد. جمهوری آذربایجان برای سروسامان بخشیدن به وضعیت اقتصادی خود تلاش‌های دامنه‌داری برای جذب سرمایه‌های خارجی به ویژه در بخش نفت و گاز به عمل آورده‌است. با وجود ذخایر غنی نفت و گاز در جمهوری آذربایجان، این بخش از اهمیت بسزایی در آیندهٔ اقتصاد این کشور برخوردار است.
مطابق گزارش سازمان‌های اقتصادی، در سال ۱۹۹۶ م (۱۳۷۵ ش) شرکت‌های خارجی حدود ۷۰۰ میلیون دلار در اقتصاد این کشور سرمایه‌گذاری کرده‌اند. مجموع سرمایه‌گذاری خارجی جذب شده در سال ۱۹۹۷ م (۱۳۷۶ ش) حدود یک میلیارد دلار برآورد می‌شود. برای اقتصاد جمهوری آذربایجان که به بیش از ۲۰ میلیارد دلار سرمایه‌گذاری به ویژه در بخش نفت و گاز نیاز دارد، روند رو به رشد سرمایه‌گذاری خارجی به خصوص از سوی سرمایه‌گذاران آمریکایی حایز اهمیت نیست .
کارشناسان اقتصادی بر این باورند که با بهبود شرایط اقتصادی جمهوری آذربایجان، بازار این کشور رو به توسعه می‌باشد."(افشردی، ص۱۹۶) در فرایند گذر از نظام گذشته به نظام جدید، بخش‌های اقتصادی نیز دچار تغییراتی گردید بطوری که در سال‌های ۹۷–۱۹۹۵ م، سهم بخش‌های صنعت و کشاورزی در تولید ناخالص داخلی کاهش و سهم بخش ساختمان و بخش بازرگانی رو به افزایش گذاشت. این تغییرات ساختاری در اقتصاد کشور عمدتاً ناشی از جریان آزاد سازی قیمت‌ها و دیگر سیاست‌های اقتصادی دولت است که از سال ۱۹۹۲ م در این کشور آغاز گردیده‌است. تولید ناخالص داخلی جمهوری آذربایجان بر اساس هزینه‌های جاری نیز نشان دهندهٔ رشد مصرف خانواده‌ها و نیز مصرف بخش دولتی است. بطوری که هزینه‌های مصرفی بخش خصوصی از ۱۰۲ میلیارد منات در سال ۱۹۹۳ م به ۱۲۰۴۳ میلیارد منات در سال ۱۹۹۷ م بالغ گردیده‌است. همچنین، طی این دوره، مصارف بخش دولتی نیز از ۴۸ میلیارد منات به ۱۸۲۸ میلیارد منات افزایش پیدا کرده‌است.

### ۱۹۹۳
در سال ۱۹۹۳م، جمهوری آذربایجان از حوزهٔ روبل خارج گردید و از اول مارس ۱۹۹۴م، منات به‌عنوان پول ملی و رسمی کشور شناخته شد و برای توسعهٔ بازار پولی، مبادلات ارزی در شبکهٔ بین بانکی باکو به وجود آمد.

### ۱۹۹۵
در سال ۱۹۹۵م، سیستم تک نرخی ارز به وجود آمد و نیز در همین سال، در اثر اجرای برنامه‌های تثبیت اقتصادی که از طرف صندوق بین‌المللی پول حمایت می‌شد، نرخ تورم از ۱۶۶۴ درصد در سال ۱۹۹۴م به ۸/۴۱۱ درصد در سال ۱۹۹۵م، ۸/۱۹ درصد در سال ۱۹۹۶ و ۸۰۰ درصد در سال ۱۹۹۷م کاهش یافت.

### ۱۹۹۶
در سال ۱۹۹۶، اصلاحات ساختاری از جمله خصوصی‌سازی ادامه یافت اما گسترش فساد مالی و مقاومت نهادها و مدیران شرکت‌های دولتی مانع از پیشرفت سریعتر برنامه‌های اصلاحی و جلب سرمایه‌های خارجی برای تجدید ساختار صنایع غیرنفتی در این کشور شده‌است.

### ۲۰۰۵

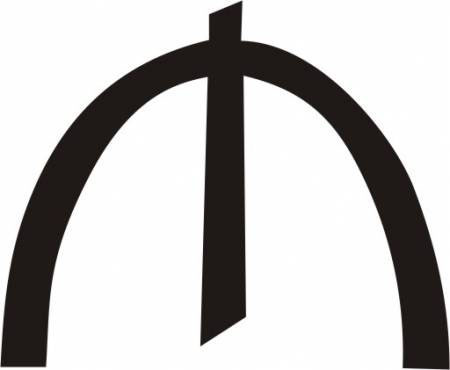
سمبل منات آذربایجان

در این سال تغییر واحد پول جمهوری آذربایجان از منات آذربایجان به منات جدید آذربایجان صورت گرفت و در ۲۸ - دسامبر ۲۰۰۵ اسنکاس‌ها و سکه‌ها منات جدید در این کشور به مردم عرضه شد، در حال حاضر (۲۰۱۶) ارزش هر منات جدید جمهوری آذربایجان معادل ۷۸۰۰ تومان یا ۰/۷۲ دلار است.

### ۲۰۰۸
در سال ۲۰۰۸ میلادی جمهوری آذربایجان بنا به گزارش بانک جهانی برترین کشور از نظر اجرای برنامه‌های اصلاحات اقتصادی بوده‌است؛ و در رتبه نخست اصلاحات اقتصادی جهان قرار گرفت.
این کشور در سال گذشته اصلاحات زیادی در بخش قانونگذاری انجام داد و موفق شد از رتبه نود و هفت جهانی در سال ۲۰۰۸ میلادی به رتبه ۳۳ جهانی در سال منتهی به ۲۰۰۹ میلادی صعود کند.
در طی سال ۲۰۰۸ این کشور با تصویب و اجرای قوانینی مانند: تسهیل و کاهش در مراحل و روند آغاز کار، پرداخت اینترنتی مالیات و کاهش حجم کاغذ بازی‌های مرسوم در ادارات، توسعه و استفاده از فناوری‌های روز دنیا در راه اصلاح اقتصادی، کاهش مدت زمان لازم برای انتقال دارایی در جمهوری آذربایجان که این مدت از ۶۱ روز به ۱۱ روز کاهش یافت که با کمک قانون یکپارچگی ثبت دارایی‌های زمین و مستغلات توانست این موفقیت را به دست آورد.